# Celtis planchoniana
Celtis planchoniana är en hampväxtart som beskrevs av K. I. Christensen. Celtis planchoniana ingår i släktet Celtis och familjen hampväxter. Inga underarter finns listade i Catalogue of Life.